# Слов'янське повстання 983

Карта 1000 року

Слов'янське повстання 983 року — народне заворушення, підняте слов'янським племенем лютичів і бодричів, які жили на територіях на схід від р. Ельби проти включення їх земель до складу Німецького королівства.
Після військових походів німецьких королів Генріха I та Отто I полабські й прибалтійські слов'яни вважалися християнізованими. За допомогою останніх Отто I підпорядкував бодричів в 955 році в битві на Раксі. Слов'янські території входили спочатку в Саксонську східну марку, яка в 965 році розпалася на більш дрібні марки. Активну місіонерську діяльність після 968 року розгорнуло Магдебурзьке архієпископство.
Користуючись відсутністю в Німеччині імператора Отто II, який перебував в Італії, влітку 983 року об'єднані слов'янські племена під керівництвом лютичів спільно з данцями підняли повстання і вигнали імперських представників церкви й влади. Їх натиск повсюдно зруйнував німецьку систему прикордонного захисту, ослаблену відправкою військ в Італію. Були захоплені єпископські резиденції в Бранденбурзі і Хафельберзі, а монастир в Кальбе був розгромлений. Лютичі з'єдналися в Ольденбурзі з бодричами, що напали в тому ж 983 році на Гамбург і розграбували його. Магдебург завдяки напрузі всіх своїх сил уникнув подібної долі. Спішно сформовані німецькі війська змогли лише на короткий час відтіснити слов'ян за річку Ельбу, розбивши їх у серпні 983 року в битві на річці Тангер, але повернути велику частину втрачених в ході повстання окупаційних завоювань німцям не вдалося. За винятком марок Лаузіц і Майсен, які німці змогли втримати, все, побудоване Отто I Великим на схід від річок Лаби і Солави, було зруйновано. Тітмар Мерзебурзький вбачав причину повстання слов'ян в Лужиці 983 року, коли Німеччина втратила землі між річками Лабою і Одрою, через те, що маркграф Північної марки Дітріха фон Хальденслебена був зарозумілий і недбалий.
Сорбські марки, що знаходилися в підпорядкуванні Саксонії та Тюринґії, не брали участі в повстанні.
Починаючи з 985 року імперські князі, разом з польськими князями Мешко I, а потім Болеславом I Хоробрим, робили щорічні військові походи з метою підкорення території, але вони не подіяли.
Король Генріх II змінив політику: і в 1003 р. він уклав з лютичами союз. Починаючи з 1004 р. він вів війни проти свого колишнього союзника, польського герцога Болеслава I Хороброго. Це дозволило язичникам лютичам зберегти свою владу до початку XII століття.
Безпосередніми наслідками переможного слов'янського повстання стала практично повна зупинка німецької колонізації на наступні 200 років. Єпископи Бранібору-на-Гаволі і Хоболіна в статусі титулярних єпископів мешкали за межами своїх єпископств, здебільшого при королівських дворах. Лише в XII столітті після нового етапу завоювання з частковим залученням на свій бік слов'янських князів німецька колонізація продовжилася на східному березі річки Лаби.